# David Ginsburg (polityk)
David Ginsburg (ur. 18 marca 1921, zm. 18 marca 1994) – brytyjski polityk Partii Pracy, a od 1981 Partii Socjaldemokratycznej, deputowany Izby Gmin.

## Działalność polityczna
W okresie od 8 października 1959 do 9 czerwca 1983 reprezentował okręg wyborczy Dewsbury w brytyjskiej Izbie Gmin.